# Centaurea kochiana
Centaurea kochiana — вид квіткових рослин айстрових (Asteraceae). Ендемік Туреччини.